# Camaricus mimus
Camaricus mimus là một loài nhện trong họ Thomisidae.
Loài này thuộc chi Camaricus. Camaricus mimus được miêu tả năm 1895 bởi Pavesi.